# Oxilus zambianus
Oxilus zambianus là một loài bọ cánh cứng trong họ Cerambycidae.